# هیدئو کانکاوا
هیدئو کانکاوا (انگلیسی: Hideo Kanekawa؛ زادهٔ ۱۰ اکتبر ۱۹۳۶) بازیکن بسکتبال اهل ژاپن بود.